# Ted Budd
Theodore Paul Budd dit Ted Budd, né le 21 octobre 1971 à Winston-Salem, est un homme politique américain, sénateur de Caroline du Nord au Sénat des États-Unis depuis 2023.
De 2017 à 2023, il est représentant républicain de Caroline du Nord à la Chambre des représentants des États-Unis.

## Biographie
Le 28 avril 2021, Ted Budd annonce sa candidature aux élections sénatoriales de novembre 2022, pour le siège du républicain Richard Burr, non candidat à sa réélection. Il rejoint alors deux candidats déclarés, l'ancien gouverneur Pat McCrory, et l'ancien représentant Mark Walker, tandis que Lara Trump, belle-fille de l'ancien président Donald Trump, envisage également une candidature. En juin, il reçoit le soutien de l'ancien président, quelques minutes après que sa belle-fille ait annoncé ne pas se présenter. Il remporte la primaire républicaine du 17 mai 2022 avec 58,6 % des voix, devançant nettement Pat McCrory (24,6 %). Il remporte ensuite l'élection générale du 8 novembre contre la démocrate Cheri Beasley, ancienne juge en chef de la cour suprême de Caroline du Nord.
Il prend ses fonctions au Sénat le 3 janvier 2023. Le 1er juin 2023, il vote contre le Fiscal Responsibility Act of 2023, le projet de loi résultant de l'accord entre Joe Biden et Kevin McCarthy pour mettre fin à la crise du plafond de la dette.